# Chauncey Depew
Chauncey Depew (Peekskill, 1834. április 23. – New York, 1928. április 5.) az Amerikai Egyesült Államok szenátora (New York, 1899–1911).